# Servimedia
Servimedia és una agència de notícies de la Fundació ONCE creada el 1988 per ser un referent en les notícies de caràcter social i facilitar continguts per les organitzacions sense ànim de lucre.
Va néixer com una petita agència en un petit pis del carrer Fernanflor de Madrid, a prop del Congrés dels Diputats. El 2008 tenien més de 100 professionals, el 40% persones amb discapacitat. Des del 1992 i fins al 2005 va tenir al capdavant el periodista Julián Barriga, que va aconseguir normalitzar la presència de persones amb discapacitat al món del periodisme espanyol.